# Trichoniscoides cadurcensis
Trichoniscoides cadurcensis is een pissebed uit de familie Trichoniscidae. De wetenschappelijke naam van de soort is voor het eerst geldig gepubliceerd in 1934 door Albert Vandel.